# Trybliographa filicornis
Trybliographa filicornis är en stekelart som först beskrevs av Thomson 1862.  Trybliographa filicornis ingår i släktet Trybliographa, och familjen glattsteklar. Arten är reproducerande i Sverige.